# John Francis Bowerman
John Francis Bowerman, britanski general, * 1893, † 1983.